# Flecha Valona Femenina
La Flecha Valona Femenina (oficialmente y en francés: La Flèche Wallonne Femmes) es una carrera profesional femenina de ciclismo en ruta de un día que se disputa anualmente en la región de las Ardenas en Bélgica. Es la versión femenina de la carrera del mismo nombre y se celebra al igual que su homónima, durante la primavera europea belga, entre la Amstel Gold Race femenina y la Lieja-Bastoña-Lieja Femenina como parte de la conocida Trilogía de las Ardenas.
Su primera edición se corrió en 1998, siendo desde 1999 prueba puntuable para la Copa del Mundo femenina y desde 2016 forma parte del UCI WorldTour Femenino creado ese año.
El recorrido tiene una longitud de aproximadamente la mitad que su homónima masculina debido a que comienza directamente en Huy aunque con similares características.

## Palmarés
| Año  | Ganador                | Segundo                | Tercero                |
| ---- | ---------------------- | ---------------------- | ---------------------- |
| 1998 | Fabiana Luperini       | Pia Sundstedt          | Catherine Marsal       |
| 1999 | Hanka Kupfernagel      | Edita Pučinskaitė      | Cindy Pieters          |
| 2000 | Geneviève Jeanson      | Pia Sundstedt          | Fany Lecourtois        |
| 2001 | Fabiana Luperini       | Anna Millward          | Trixi Worrack          |
| 2002 | Fabiana Luperini       | Lyne Bessette          | Priska Doppmann        |
| 2003 | Nicole Cooke           | Sue Palmer-Komar       | Oenone Wood            |
| 2004 | Sonia Huguet           | Hanka Kupfernagel      | Edita Pučinskaitė      |
| 2005 | Nicole Cooke           | Oenone Wood            | Judith Arndt           |
| 2006 | Nicole Cooke           | Judith Arndt           | Trixi Worrack          |
| 2007 | Marianne Vos           | Nicole Cooke           | Judith Arndt           |
| 2008 | Marianne Vos           | Marta Bastianelli      | Judith Arndt           |
| 2009 | Marianne Vos           | Emma Johansson         | Claudia Häusler        |
| 2010 | Emma Pooley            | Nicole Cooke           | Emma Johansson         |
| 2011 | Marianne Vos           | Emma Johansson         | Judith Arndt           |
| 2012 | Evelyn Stevens         | Marianne Vos           | Linda Villumsen        |
| 2013 | Marianne Vos           | Elisa Longo Borghini   | Ashleigh Moolman-Pasio |
| 2014 | Pauline Ferrand-Prévot | Lizzie Armitstead      | Elisa Longo Borghini   |
| 2015 | Anna van der Breggen   | Annemiek van Vleuten   | Megan Guarnier         |
| 2016 | Anna van der Breggen   | Evelyn Stevens         | Megan Guarnier         |
| 2017 | Anna van der Breggen   | Lizzie Deignan         | Katarzyna Niewiadoma   |
| 2018 | Anna van der Breggen   | Ashleigh Moolman-Pasio | Megan Guarnier         |
| 2019 | Anna van der Breggen   | Annemiek van Vleuten   | Annika Langvad         |
| 2020 | Anna van der Breggen   | Cecilie Uttrup Ludwig  | Demi Vollering         |
| 2021 | Anna van der Breggen   | Katarzyna Niewiadoma   | Elisa Longo Borghini   |
| 2022 | Marta Cavalli          | Annemiek van Vleuten   | Demi Vollering         |
| 2023 | Demi Vollering         | Liane Lippert          | Gaia Realini           |
| 2024 | Katarzyna Niewiadoma   | Demi Vollering         | Elisa Longo Borghini   |
| 2025 | Puck Pieterse          | Demi Vollering         | Elisa Longo Borghini   |

## Palmarés por países
| País           | Victorias |
| -------------- | --------- |
| Países Bajos   | 14        |
| Reino Unido    | 4         |
| Italia         | 4         |
| Francia        | 2         |
| Canadá         | 1         |
| Alemania       | 1         |
| Estados Unidos | 1         |
| Polonia        | 1         |